# Rezerwat przyrody Kukle
Rezerwat przyrody Kukle – leśny rezerwat przyrody położony na terenie gminy Sejny w województwie podlaskim. Jego wschodnia granica przebiega po granicy Polski z Litwą.
Został utworzony w 1983 roku na powierzchni 313,54 ha. W 2011 roku powiększono go do 343,24 ha. Obszar rezerwatu podlega ochronie ścisłej (6,27 ha) i czynnej (336,97 ha).
Rezerwat obejmuje obszar lasu oraz fragment rzeki Marychy, położone w leśnictwie Budwieć Nadleśnictwa Pomorze.
Celem ochrony jest zachowanie naturalnych starodrzewów świerkowo-sosnowych, siedlisk bagiennych i zbiorowisk nieleśnych w dolinie rzeki Marycha, a także dystroficznych jezior z okolicznymi borami bagiennymi. Rezerwat zawiera przekrój składu gatunkowego i struktury głównych typów zbiorowisk leśnych i nieleśnych Puszczy Augustowskiej.